# Rogovskaya
Rogovskaya (del ruso: Роговская) es una stanitsa del raión de Timashovsk del krai de Krasnodar, en el sur de Rusia, situada en la orilla izquierda del río Kirpili, 21 km al noroeste de Timashovsk y 79 km al norte de Krasnodar, la capital del krai. Tenía 7 864 habitantes en 2010
Es cabeza del municipio Rogovskoye, al que pertenecen las siguientes localidades: Krasni, Kubanski, Nekrásova, Privokzalni y Prichtovi.

## Historia
El asentamiento fue una de las primeros cuarenta fundados por los cosacos del Mar Negro en tierras del Kubán en 1794. En 1842 es transformado en la stanitsa Rogovskaya. En 1934 y 1935 fue centro administrativo del raión de Rogovskaya.